# Alexandrowka (Kaliningrad, Selenogradsk)
Alexandrowka (russisch Александровка, deutsch Posselau) ist ein Ort in der russischen Oblast Kaliningrad und gehört zur kommunalen Selbstverwaltungseinheit Stadtkreis Selenogradsk im Rajon Selenogradsk.

## Geographische Lage
Alexandrowka liegt 30 Kilometer nordwestlich der Stadt Kaliningrad (Königsberg) und drei Kilometer südwestlich des Ostseebades Pionerski (Neukuhren) an der Kommunalstraße 27K-159 im Abschnitt von Pionerski nach Juschny (Alexwangen) am Zubringer zum Primorskoje Kolzo (Föderalstraße A 217). 
Bis 1945 war Lixeiden (heute russisch: Obuchowo) die nächste Bahnstation an der Samlandbahn, heute ist Pionerski der nächste Zughalt an den Bahnstrecken Kaliningrad–Swetlogorsk und Kaliningrad–Selenogradsk–Pionerski.

## Geschichte
Das im Jahre 1372 gegründete und bis 1947 Posselau genannte Dorf bestand bis 1945 aus mehreren großen Höfen. Im Jahre 1874 wurde es in den neu errichteten Amtsbezirk Sankt Lorenz (heute russisch: Salskoje) eingegliedert und gehörte bis 1939 zum Landkreis Fischhausen, von 1939 bis 1945 zum Landkreis Samland im Regierungsbezirk Königsberg der preußischen Provinz Ostpreußen. 
Infolge des Zweiten Weltkrieges kam Posselau mit dem nördlichen Ostpreußen zur Sowjetunion und erhielt 1947 die russische Bezeichnung Alexandrowka. Gleichzeitig wurde der Ort dem Dorfsowjet Romanowski selski Sowet im Rajon Primorsk zugeordnet. Von 2005 bis 2015 gehörte Alexandrowka zur Landgemeinde Kowrowskoje selskoje posselenije und seither zum Stadtkreis Selenogradsk.

### Einwohnerentwicklung
| Jahr | Einwohner |
| ---- | --------- |
| 1910 | 112       |
| 1933 | 108       |
| 1939 | 109       |
| 2002 | 101       |
| 2010 | 111       |

## Kirche
Aufgrund seiner überwiegend evangelischen Bevölkerung war Posselau vor 1945 in das Kirchspiel der Pfarrkirche in Sankt Lorenz (heute russisch: Salskoje) eingegliedert. Es gehörte zum Kirchenkreis Fischhausen (Primorsk) innerhalb der Kirchenprovinz Ostpreußen der Kirche der Altpreußischen Union. Heute liegt Alexandrowka im Einzugsgebiet der in den 1990er Jahren neu entstandenen evangelisch-lutherischen Gemeinde in Selenogradsk (Cranz), einer Filialgemeinde der Auferstehungskirche in Kaliningrad (Königsberg) in der Propstei Kaliningrad der Evangelisch-lutherischen Kirche Europäisches Russland. 